# 托瑞·狄维托
托瑞·喬爾莉·狄維托（英語：Torrey Joèlle DeVitto，1984年6月8日—），是一位美國女演員、製片人、音樂家和模特兒。

## 個人生活
2007年，托瑞·狄維託與保羅·韋斯利，因同主演《殺手電影》而相識相戀，2011年4月，狄維託與韋斯利在紐約低調舉行婚禮，狄維託也曾在《吸血鬼日記》中客串出演醫生梅雷迪思·菲爾，韋斯利還一度表示兩人在一起工作，到了2013年7月，狄維託與韋斯利宣布離婚，結束長達2年的婚姻。

## 影視作品

### 電影
| 年分 | 中文譯名   | 英文譯名 |
| ---- | ---------- | -------- |
| 2011 | 現代驅魔師 | The Rite |
| 2013 | 證據       | Evidence |

### 電視節目
| 年分  | 中文譯名     | 英文譯名            |
| ----- | ------------ | ------------------- |
| 2010- | 美少女的謊言 | Pretty Little Liars |
| 2015- | 芝加哥醫情   | Chicago Med         |

## 外部連結
- 托瑞·狄维托在互联网电影资料库（IMDb）上的資料（英文）
- 托瑞·狄维托的X（前Twitter）
- 托瑞·狄维托的Instagram帳戶